# Sicyos bulbosus
Sicyos bulbosus är en gurkväxtart som beskrevs av Rodr.-arev., Lira, Dávila. Sicyos bulbosus ingår i släktet hårgurkor, och familjen gurkväxter. Inga underarter finns listade i Catalogue of Life.